# Беляев, Сергей Владимирович (дипломат)
Серге́й Влади́мирович Беля́ев (род. 9 мая 1953) — российский дипломат.

## Биография
Окончил Московский государственный институт международных отношений МИД СССР (МГИМО). Работал на различных дипломатических должностях в центральном аппарате МИД СССР, затем России и за рубежом. С 22 мая 1995 по 15 декабря 1999 года занимал пост чрезвычайного и полномочного посла России в Новой Зеландии и по совместительству в Независимом Государстве Самоа и Королевстве Тонга. С 2011 года — старший советник Посольства России в Туркмении. Имеет дипломатический ранг чрезвычайного и полномочного посланника 1 класса.
Женат, имеет дочь.